# Can't Deny Me
«Can't Deny Me» (укр. Не можеш мені відмовити) — пісня американського рок-гурту Pearl Jam, позаальбомний сингл, що вийшов 2018 року.

## Історія створення
«Can't Deny Me» було записано в Сіетлі в лютому 2018 року. Автором музики до пісні став гітарист Майк Маккріді, а текст належав вокалістові Едді Веддеру. Композиція мала політичний характер, піддаючи сумніву політику президента США Дональда Трампа. Це був не перший випадок, коли Pearl Jam цікавились політикою, зокрема, вони критикували Джорджа Буша за війну в Іраку, а також ображаючи Трампа під час президентських перегонів 2016 року. Окрім цього, раніше рок-гурт брав участь в суспільно-політичних заходах Rock the Vote та Vote for Change.
Спродюсована Бренданом О'Браєном композиція була досить типовою для Pearl Jam, містила величні гітарні рифи Маккріді, шалені барабанні ритми Кемерона, та пристрасний вокал Веддера. В ній співалось про поведінку політичних еліт країни та адміністрації Трампа: «Ви висіваєте своє брехливе насіння і дивитесь, як воно вкорінюється. Країна, яку ви зараз отруюєте, знаходиться в критичному стані». В приспіві Веддер зухвало звертається до влади та промовляє: «Ви можете бути багатими, але ви не здатні мені відмовити».

## Вихід пісні
10 березня 2018 року пісню було опубліковано на сайті Pearl Jam тільки для членів фан-клубу гурту Ten Club. За два дні її випустили у вільний продаж. Обкладинкою синглу стало зображення молодої жінки-протестувальниці, що створили бас-гітарист Pearl Jam Джеф Амент та фотограф гурту Кевін Шусс. Згодом пісня потрапила до американського хіт-параду, досягнувши 11 місця в чарті Billboard Mainstream Rock.
Концертний дебют пісні відбувся на першому шоу південноамериканського турне 13 березня 2018 року в Сантьяго, Чилі. Едді Веддер присвятив її студентам, що загинули під час стрілянини в школі в місті Паркленд, Флорида, 14 лютого 2018 року, а також відзначив молоду активістку Емму Гонсалес, яка підтримувала право носити зброю. Протягом турне з березня по вересень 2018 року Pearl Jam виконали цю пісню 16 разів, і після цього більше не додавали її до концертних сетів.
Попри те, що «Can't Deny Me» анонсували як перший сингл з наступного альбому Pearl Jam, врешті решт пісня не потрапила на черговий студійний альбом Gigaton, що вийшов 2020 року.

## Місця в чартах
| Хіт-парад Billboard            | Найвища позиція |
| ------------------------------ | --------------- |
| Adult Alternative Airplay      | 23              |
| Alternative Airplay            | 28              |
| Alternative Digital Song Sales | 14              |
| Canada Rock                    | 6               |
| Hard Rock Digital Song Sales   | 8               |
| Hot Rock & Alternative Songs   | 28              |
| Hot Rock Songs                 | 28              |
| Mainstream Rock Airplay        | 11              |
| Rock & Alternative Airplay     | 15              |
| Rock Digital Song Sales        | 21              |
| Станом на 16.08.2022           |                 |